# Étienne Maurice Gérard
Étienne Maurice Gérard, född 4 april 1773 och död 17 april 1852, var en fransk greve, militär, riddare av Serafimerorden samt kommendör av Svärdsorden.
Gérard deltog från 1791 i revolutionskrigen, och var 1795 Bernadottes adjutant, och blev 1800 överste och efter slaget vid Jena 1806 generalmajor. Han utmärkte sig därefter i slaget vid Wagram, i Spanien och Ryssland, och blev där generallöjtnant. Gérard bidrog avgörande till segern vid Bautzen 1813. 1815 slöt sig Gérard åter till Napoleon I och utmärkte sig vid Ligny men måste därefter fly till Belgien. Återkommen 1817, blev Gérard 1822 deputerad, deltog i revolutionen 1830 och blev samma år marskalk och 1833 pär av Frankrike. 1831 och 1832 förde Gérard befälet i Belgien. Han var två gånger krigsminister och blev 1852 senator.

## Utmärkelser
- Storkors av Hederslegionen
- Kommendör av Svärdsorden
- Riddare av Dannebrogorden
- Riddare av Serafimerorden
- Storkors av Leopoldorden
- Storkors av Réunionorden
- Marskalk av Frankrike
- Namn ingraverat på Triumfbågen
- Riddare av Sankt Ludvigsorden
- Riddare av Max-Josefsorden

[Redigera Wikidata]